# Sergio Liberovici
Sergio Liberovici (Torí (Piemont), 10 de desembre, 1930 - Idem, 16 de novembre, 1991), va ser un etno-musicòleg i compositor italià.

## Biografia
Nascut en el si d'una família jueva (el seu pare era moldau i la seva mare, Cecilia Treves, italiana), després de participar en la lluita partidista amb només catorze anys, després de la guerra va començar a fer classes d'harmonia amb Iginio Fuga i de piano amb Sandro Fuga, i posteriorment es va formar com a música autodidacta. El 1954 va compondre el ballet Chagalliana, que va fer una gira per Europa amb coreografies de Susanna Egri, i dos anys més tard, amb Italo Calvino, que li va escriure el seu primer llibret, l'obra en un acte La banco (inspirada en un episodi de Marcovaldo) per al "Teatro delle Novità" de Bindo Missiroli, i de nou amb el ballet Lo pa Caluravinopass. Massimo Mila vol Liberovici com el seu adjunt a la crítica musical del diari l'Unità.
Amb altres intel·lectuals va fundar el "Teatro Stabile di Torino" i va començar a compondre per a l'escenari (més de cent obres per als principals directors italians d'aquells anys). L'any 1957, juntament amb Michele Luciano Straniero, va fundar el grup "Cantacronache" que va promoure el gènere del cantautor (entre les seves 105 cançons, Oltre il ponte i Dove vola l'avvoltoio?, ambdues amb lletra de Calvino). Durant aquest període va conèixer Margherita Galante Garrone (Margot), es va casar amb ella i el 1962 van tenir un fill, Andrea. Enregistra amb expedicions de camp i publica cançons reivindicatives populars, camperoles i obreres (Altiplà d'Asiago, Polesine, Monferrato, Val di Cogne, Espanya, Algèria). Re-utilitza creativa-ment els materials recollits en obres de teatre musical: a partir de 1973 L'ingiustizia assoluta, una cantata dramàtica per a actors, grup folk i banda musical per al "Teatro Regionale Toscano"; l'any 1982, Banderes, reportatge de concerts sobre fragments de cançons, documents, testimonis populars. També va treballar per a la ràdio i la televisió, amb música per a documentals i drames: amb Outis topos, un recull de documents de la vida de la ciutat re-elaborats a l'estudi, va guanyar el XXV Prix Italia el 1973.
Després de fundar l'"Stabile Ragazzi" de Torí el 1975, es va apropar a poc a poc a la música en el món dels nens. Amb l'"Opera dei Bambini", fundada amb els compositors Giulio Castagnoli i Giuseppe Gavazza, van néixer nombrosos espectacles i òperes de cambra i escolars (entre tots: Il grande chiasso de 1982/83), també en col·laboració amb diversos pintors (Francesco Casorati, Mauro Chessa, Ugo Nespolo). A finals de la dècada de 1880 es va dedicar a la cantata De origine musices, per a cor i orquestra infantil (la versió de Lucrezio d'Edoardo Sanguineti), i a l'òpera Maelzel, o Delle macchinazioni, amb llibret d'Emilio Jona. L'obra, completa en les parts vocals i de piano, està completada i orquestrada per Luciano Berio, Giulio Castagnoli i Giuseppe Gavazza.
Liberovici va ser actiu en l'àmbit polític (també gràcies a la seva iniciativa, l'educació musical es va fer obligatòria a les escoles primàries italianes amb els nous programes de 1985), sovint en contrast amb les tendències del moment (entre els episodis més cridaners hi havia la retirada de la venda a Itàlia el 1962 dels recentment publicats Canti della nuova resistenza spagnolo 1939). En les seves composicions, passatges molt cromàtics (Maelzel o Delle macchinazioni) es troben al costat de frases tonals, no només en les seves obres didàctiques o en les cançons del Cantacronache, sinó també en la seva música orquestral. El seu amor pel teatre i per la paraula es combina amb una facilitat d'escriptura notable: això li permet jugar amb diferents registres expressius en una mateixa pàgina, i no només en partitures d'òpera o cançons famoses, sinó també en peces de música de cambra, gairebé sempre acompanyades d'un text, cantat, recitat, o fins i tot simplement llegit per l'intèrpret, com innere Stimme. Referències constants en la seva música són compositors com Eisler, Weil i Dessau, que estimen el teatre i no menyspreen treballar amb nens, clàssics del teatre (Shakespeare i Brecht) i cançons populars. L'any 2011 es va estrenar el DVD i el llibre "Cantacronache" (editat per Chiara Ferrari), dedicat a ell amb motiu del 20è aniversari de la seva mort.

## Obra
Òpera

- La panchina (Italo Calvino), Òpera en 1 Acte (1956), Bèrgam, Teatro delle Novità 1956
- La fidanzata del fiume (Michele Luciano Straniero), òpera de cambra (1958)
- Il grande chiasso, òpera escolastica (1982/83) Torí, 1983 (Ed. Casa Ricordi)
- Maelzel o Delle macchinazioni (Emilio Jona; orquestració de Luciano Berio, Giulio Castagnoli, Giuseppe Gavazza), òpera en 3 Actes (1991) (Ed. casa Ricordi)

### Música vocal
- Last Hour Song, cantata per a Bar., veu recitatiu, cor i 2 cl. (en memòria dels combatents del gueto de Varsòvia) (1955)
- Absolute Injustice (Liberovici/Emilio Jona), cantata dramàtica per a veu recitativa, Folk-Band i Brass Band (1973)
- Pietro Gori Has Arrived per a veu recitatiu, cor i Brass Band (1974)
- De origine musices (Lucretius), cantata per a veu recitativa, cor infantil i petita orquestra. (1989)
- Més de 100 cançons (incloses les dues famosíssimes Oltre il ponte i Dove vola l'avvoltoio? amb lletra d'Italo Calvino)

### Obres de ràdio
- Outis topos, documents de la vida de la ciutat reelaborats a l'estudi (Liberovici/Andrea Camilleri), Radio-òpera (1973)
- El llibre de les orenetes (Ernst Toller) (1971)
- Bonce (d'un conte d'Isaac Leib Peretz) (1981)

### Teatre Musical
- Song of the Last Hour cantada en memòria dels combatents del gueto de Varsòvia (1955)
- Banderes, reportatge de concert, cantata per a 2 actors, Ms [Mezzosoprano], cor, cl., tr., timbals i cinta magnètica (1982)

### Ballets
- Chagalliana (tema de S. Egri) (1954)
- Sonata a quattro (1954) (d'un conte d'Ivan Krilov) per a conjunt
- L'Espantaocells i el poeta (tema d'I. Calvino) (1958)

### Escrits
- (amb M. L. Straniero), Cants de la nova resistència espanyola (1939-1961), Torí 1962
- (Liberovici et al.) Les cançons de la mala consciència, Milà 1964
- (amb Emilio Jona), 29 de juliol de 1900, Milà 1972
- Injustícia absoluta, Florència 1974
- (Liberovici et al.), Bertolt Brecht, Florence- La Nuova Italia 1976
- Songwriters nn.1 i 2, ibid
- Jocs tradicionals de nens italians, 1976
- Música junts, 1977
- (amb Emilio Jona), Cançons dels treballadors de Torí, Milan Unicopli 1990